# Plea bargaining
Plea bargaining (też jako: plea bargain, guilty plea bargaining) – tzw. „ugoda obrończa”, układ między prokuratorem a oskarżonym lub jego adwokatem, w myśl którego oskarżony przyznaje się do winy wobec konkretnego zarzutu lub świadczy przeciw innym osobom w zamian za zmniejszenie wyroku oraz inne ustępstwa ze strony oskarżenia.
Zastosowanie plea bargaining może oznaczać, że pozwany przyzna się do winy za mniej poważny zarzut lub za jeden z kilku zarzutów w zamian za oddalenie innych. Może to również oznaczać przyznanie się do pierwotnego zarzutu w zamian za wymierzenie łagodniejszego wyroku. Są to szczególne negocjacje między obrońcą i oskarżonym a oskarżycielem publicznym, mające doprowadzić do porozumienia w sprawie winy, kwalifikacji prawnej czynu, kary. Instytucja plea bargaining zwana też guilty plea bargaining ukształtowała się w praktyce amerykańskiego wymiaru sprawiedliwości.

## Charakterystyka
Negocjowanie ugody otwiera przyznanie się do winy przez oskarżonego. Dzięki takiemu zabiegowi oskarżyciel publiczny ma ułatwioną pracę, a oskarżony może liczyć na zmniejszenie liczby postawionych zarzutów oraz złagodzenie kwalifikacji prawnej czynu, co skutkuje niższym wymiarem kary, niż miałoby to miejsce po przeprowadzeniu rozprawy sądowej z udziałem małej ławy przysięgłych. Mniej sformalizowany tryb załatwiania przestępstw niezaliczanych do najpoważniejszych, jakim jest plea bargaining, spotyka się z ogromną popularnością w Stanach Zjednoczonych. W ten sposób kończy się około 90% procesów karnych, w których istnieje możliwość zastosowania tego trybu.
Plea bargaining prowadzi między innymi do utrzymania w mocy łagodniejszego oskarżenia, oszczędzenia kosztów procesowych i skrócenia trwania procesu. Zwolennicy wskazują, że tryb ten nie narusza konstytucyjnego nakazu rozstrzygania o winie oskarżonego przez małą ławę przysięgłych, ponieważ odbywa się za jego zgodą. Jednak w praktyce na ogół wpływ obrońcy i – za jego pośrednictwem – oskarżyciela publicznego na oskarżonego jest tak duży, że niewymuszona zgoda oskarżonego staje się iluzoryczna.
Przeciwnicy ugody obrończej podkreślają zdawkowość samodzielnej decyzji oraz iluzoryczność zgody oskarżonego. Wskazują też na naruszenie innych konstytucyjnych gwarancji praw oskarżonego, jak np. prawa do publicznej rozprawy przed niezawisłym sądem z udziałem małej ławy przysięgłych i prawa do procesu w formie sporu oskarżyciela publicznego z obrońcą oskarżonego w przedmiocie winy i kary. Według przeciwników ta instytucja jest biurokratyczna, niejawna i urąga typowym cechom otwartego wymiaru sprawiedliwości.

## Plea bargaining w różnych systemach prawnych

### Kraje common law
Plea bargaining jest ważną częścią systemu wymiaru sprawiedliwości w sprawach karnych w Stanach Zjednoczonych; zdecydowana większość (około 90%) spraw karnych w USA jest rozstrzygana w drodze ugody zamiast z udziałem ławy przysięgłych. Taka umowa podlega zatwierdzeniu przez sąd, przy czym różne stany mają inne zasady zatwierdzania. W Kanadzie sądy mają zawsze decydujące zdanie co do wydanego wyroku, jednakże plea bargaining stało się akceptowaną częścią systemu sądownictwa karnego.
Plea bargaining zostało wprowadzone także do indyjskiego porządku prawnego w 2005 przez nowelizację The Criminal Law Act, która wprowadziła nowy rozdział XXI (A). Indyjska ustawa pozwala na prowadzenie negocjacji w sprawach zagrożonych karą pozbawienia wolności do lat 7, jednakże przestępstwa mające wpływ na sytuację społeczno-gospodarczą kraju lub popełnione wobec kobiety lub dziecka w wieku poniżej 14 lat są wyłączone.
W innych krajach, gdzie obowiązuje prawo precedensowe, takich jak Singapur i australijski stan Wiktoria, plea bargaining jest stosowane tylko w takim zakresie, w jakim prokuratura i obrona mogą uzgodnić, że pozwany przyzna się do pewnych zarzutów, w zamian za co prokurator wycofuje pozostałe lub bardziej poważne zarzuty.

### Użycie w systemach civil law
Polska przyjęła ograniczoną formę instytucji plea bargaining, która ma zastosowanie jedynie do przestępstw podlegających karze pozbawienia wolności do lat 15. Procedura ta w Polsce funkcjonuje jako „dobrowolne poddanie się karze”.
Plea bargaining (gruz. საპროცესო შეთანხმება) zostało wprowadzone w Gruzji w 2004. Istota funkcjonowania tej instytucji jest bardzo zbliżona do jej postaci w Stanach Zjednoczonych oraz innych krajach common law. Plea bargaining jest alternatywnym i konsensualnym sposobem rozwiązywania sporów karnych. Plea agreement oznacza rozstrzygnięcie sprawy bez rozprawy głównej, gdy strona pozwana zgodzi się przyznać się do winy w zamian za zredukowanie zarzutów lub łagodniejszy wyrok (art. 209 Kodeksu postępowania karnego w Gruzji).
W Estonii instytucja plea bargaining została wprowadzona w latach 90. XX w. Kara zostaje zredukowana w zamian za przyznanie się do winy, w związku z tym unika się również postępowania sądowego. Plea bargaining jest dopuszczalne w przypadku przestępstw zagrożonych karą do 4 lat pozbawienia wolności. Zwykle obniża się wymiar kary o 25%.
We Włoszech plea bargaining (zwane potocznie patteggiamento della pena) jest dopuszczalne dla przestępstw za które grozi maksimum 5 lat pozbawienia wolności (oprócz kilku wyjątków) i obniża wymiar kary aż do 1/3 (w praktyce prawie zawsze sądy stosują maksymalne złagodzenie kary). Jest to postępowanie podczas którego oskarżony wraz z obroną umawia się razem z prokuratorem na określony wymiar kary.
W Japonii plea bargaining jest zakazane przez prawo. Prokuratorzy nielegalnie oferowali oskarżonym ugodę obrończą w zamian za przyznanie się do winy.